# Они (фильм, 2002)
Они (англ. They) — американский фильм ужасов с элементами триллера 2002 года режиссёра Роберта Хэрмона. В фильме наличествует всего одна кровавая сцена. Премьера состоялась 1 ноября 2002 года.
Фильм собрал 16,4 миллиона долларов, при бюджете в 17 миллионов.

## Сюжет
Мальчик по имени Билл панически боится монстра, который находится в его шкафу. Рассказам мальчика никто не верит, однако монстр действительно находится в его шкафу. Через много лет Билл вырос, но от своего страха не избавился. Монстры же в детстве пометили множество детей, среди которых и Билл, и теперь хотят забрать меченых в свой кошмарный мир. Единственным оружием против чудовищ является яркий свет. Билл отправляется в свой родной город к девушке Джулии, к которой в детстве испытывал чувства, с целью сообщить новость о предстоящих действиях чудовищ. Билл в возбуждённом порыве кончает жизнь самоубийством прямо перед Джулией. После этого девушка находит друзей Билли и выясняет, что они тоже охвачены этой боязнью. Вскоре чудовища начинают действовать и последовательно забирать меченых в детстве людей.

## В ролях
| Актёр            | Роль          |
| ---------------- | ------------- |
| Лора Риган       | Джулия Ланд   |
| Марк Блукас      | Пол Лумис     |
| Этан Эмбри       | Сэм Барнсайд  |
| Джон Абрахамс    | Билли Паркс   |
| Дагмара Доминчик | Терри Альба   |
| Александр Гулд   | молодой Билли |
| Джонатан Черри   | Даррен        |

## Критика
На агрегаторе рецензий Rotten Tomatoes рейтинг одобрения составляет 39% на основе 57 отзывов, а средний рейтинг составляет 4,5 балла из 10. На Metacritic фильм получил 31 балл из 100 на основе отзывов 16 критиков, с оценкой «в целом неблагоприятные отзывы».